# Tanya Fischer
Tany Fischer (n. 3 de agosto de 1985) es una actriz estadounidense conocida por su papel actual como Zoey Waters en la serie The Defenders.

## Carrera
Fischer comenzó su carrera en 2008 en la película independiente Asesinato en la Escuela Secundaria con Mischa Barton y Bruce Willis.
Después de protagonizar en dos cortometrajes, Fischer se unió al elenco del remake de Life on Mars como Windy por cinco episodios.
Fischer luego se unió a The Defenders, como la secretaria de James Belushi y Jerry O'Connell. Fischer es una alumna de Flea Theater's Bats Theater Company.